# Margot Fonteyn
Dame Margaret Peggy Hookham, connue sous le nom de scène Margot Fonteyn (née le 18 mai 1919 à Reigate, Angleterre, et morte le 21 février 1991, à Panama City, Panama) est une danseuse britannique formée au Royal Ballet School de Londres. Considérée comme l'une des grandes danseuses classiques de son époque, elle fut l'une des partenaires fétiches de Rudolf Noureev, notamment dans Roméo et Juliette.

## Biographie
Margot Fonteyn est née Margaret (Peggy) Hookham à Reigate, dans le Surrey, d'un père britannique et d'une mère brésilo-irlandaise. Très tôt dans sa carrière, Margaret change son nom de famille Fontes en Fonteyn (un nom que son frère adopte également) et son prénom, Margaret en Margot. Elle commence la danse à l'âge de 4 ans lorsque sa mère l'inscrit, elle et son frère, à des cours de danse classique. À 8 ans, elle quitte l'Angleterre pour aller vivre avec sa famille à Tientsin et à Shanghai, ville où elle étudie la danse avec des enseignants émigrés russes. Elle revient à Londres à 14 ans avec sa mère, et entre en 1933 à la Royal Ballet School. En 1939, elle est entrée dans la compagnie et a déjà interprété des rôles tels que Giselle, ou Aurore dans La Belle au Bois Dormant. Elle est nommée Prima ballerina assoluta pendant la guerre. Elle épouse Roberto Arias (en), diplomate d’Amérique centrale originaire du Panama. Dans les années 1940, elle danse avec Robert Helpmann, ce qui donne lieu à une relation extrêmement prolifique. Leurs tournées durent plusieurs années.
En 1956, elle est anoblie avec le titre de Dame par la reine Élisabeth II.
En avril 1959, Fonteyn est arrêtée, détenue pendant 24 heures dans une prison panaméenne, puis expulsée vers New York. Son mari Roberto Arias avait organisé un coup d'État contre le président Ernesto de la Guardia, probablement avec le soutien de Fidel Castro,,.
Lorsque le danseur russe Rudolf Noureev passe à l'Ouest en 1961, Fonteyn, alors âgée de 42 ans, l'invite à Londres. Elle l'impose comme son partenaire sur scène, jusqu'à ce qu'elle prenne sa retraite. Ils sont immortalisés à l'écran dans Le Lac des cygnes. Malgré la différence d'âge, leur couple chorégraphique crée l'enthousiasme et est considéré comme étant l'un des plus talentueux de l'histoire de la danse du XXe siècle.
Elle est elle-même considérée comme l'une des danseuses les plus gracieuses de l'époque (du fait de la pureté de sa ligne et de la solidité de sa technique) et est célèbre pour son interprétation de La Belle au bois dormant.
Elle est chancelière de l'université de Durham de 1981 à 1990. Le hall principal du bâtiment des étudiants porte désormais son nom. Le groupe de musique folk Eddie From Ohio lui dédie une chanson.
Margot Fonteyn se retire à Panama City pour s'occuper de son mari malade. Elle meurt dans cette même ville, dans sa soixante-onzième année, des suites d'un cancer.

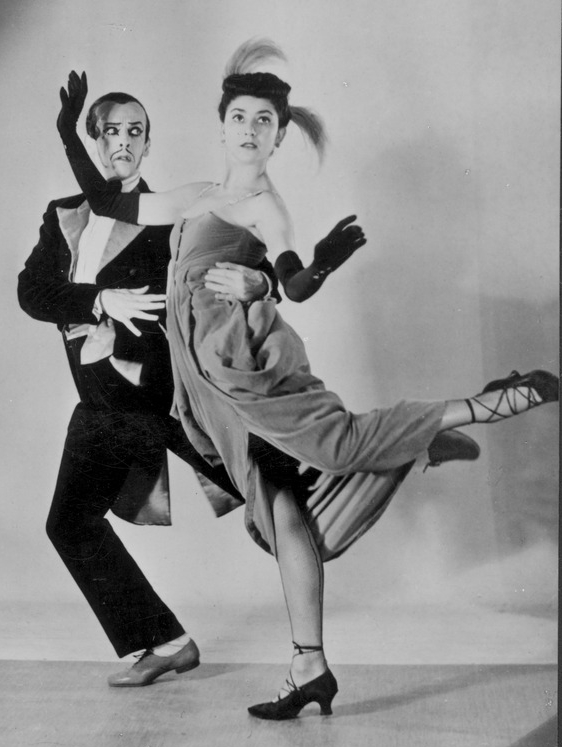
Avec Robert Helpmann en 1936.
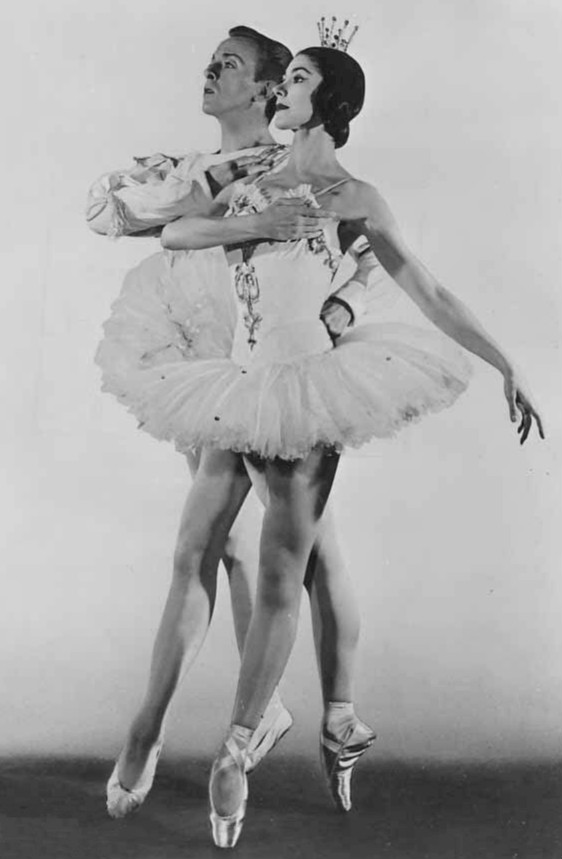
Avec Robert Helpmann en 1950.
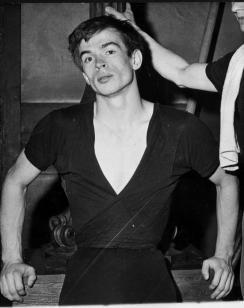
Rudolf Noureev en 1961, passant à l'Ouest.
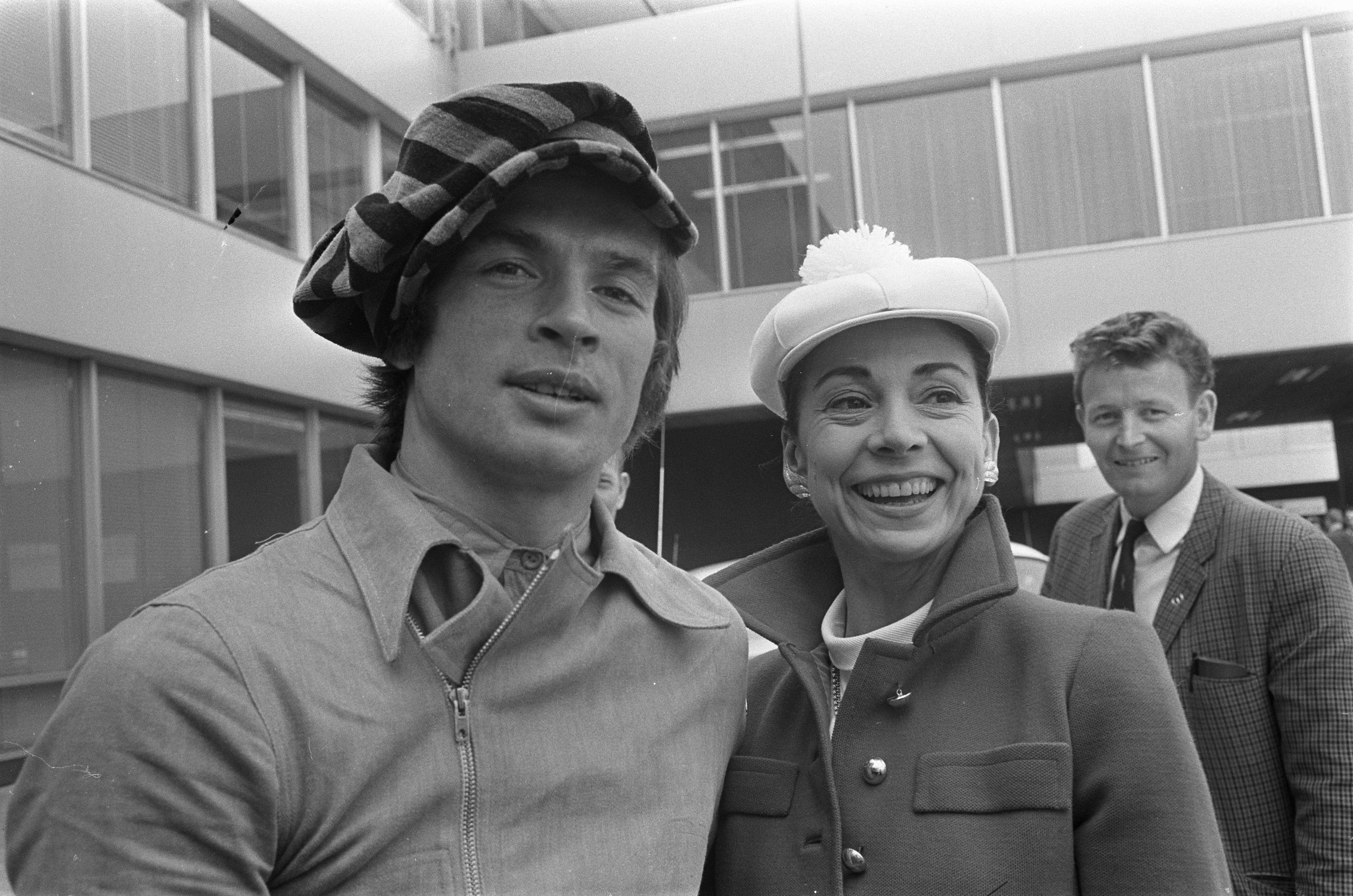
Avec Rudolf Noureev en 1968.

## Hommages
- Depuis 2012, un cratère de la planète Mercure est nommé Fonteyn en son honneur[9].